# Amorim do Valle
Edmundo Jordão Amorim do Valle (Rio de Janeiro, 1893 — Rio de Janeiro, novembro de 1971) foi um militar brasileiro. Atingiu a patente de vice-almirante.
Cursou a Escola Naval em 1909. Atuou da repressão à revolta tenentista de 5 de julho de 1922. Durante a Segunda Guerra Mundial foi adido naval junto à embaixada brasileira em Washington.
Foi ministro da Marinha do Brasil no governo do presidente Café Filho, de 27 de agosto de 1954 a 7 de novembro de 1955, e no curto mandato de Carlos Luz, de 8 de novembro de 1955 a 11 de novembro de 1955.
Foi homenageado em 1984, quando a Marinha do Brasil deu seu nome ao NHo Amorim do Valle (H-35).